# Cumbre de Asia Oriental

Mapa de miembros -en oscuro- y candidatos -en claro- de la Cumbre de Asia Oriental-

La Cumbre de Asia Oriental (EAS por sus siglas en inglés) es una reunión que, tras la cumbre de la Asociación de Naciones del Sudeste Asiático (ASEAN), pretende encontrar buenos fines en cuanto a la paz y estabilización de las regiones de Asia. Los países miembros que participan en esta cumbre son Australia, Birmania, Brunéi, Camboya, China, Corea del Sur, Estados Unidos, Filipinas, India, Indonesia, Japón, Laos, Malasia, Nueva Zelanda, Rusia, Singapur, Tailandia y Vietnam.

## Historia

### Historia antes de la primera Cumbre de Asia Oriental

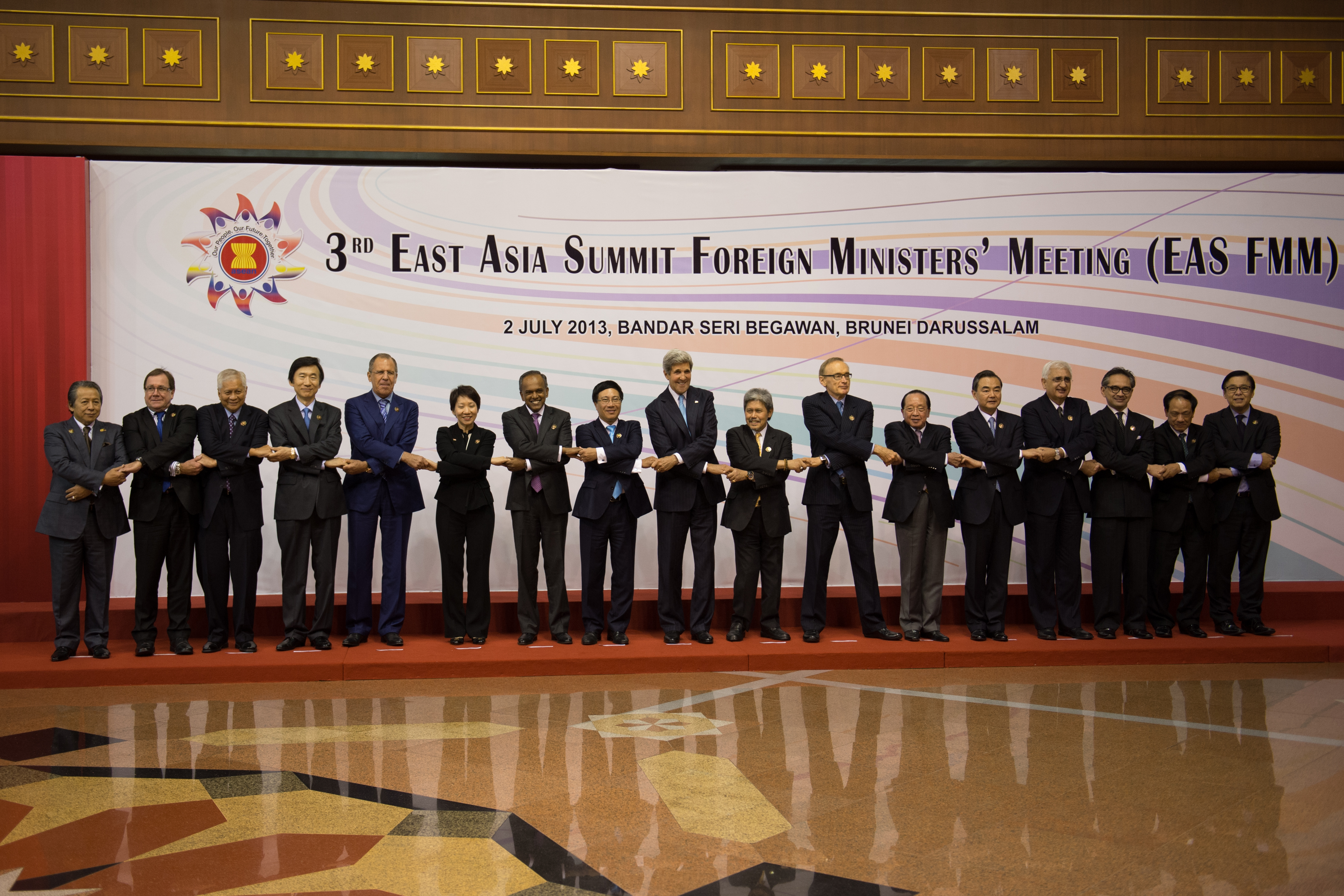
Fotografía de los ministros que formaron parte de la Cumbre de Asia Oriental, el 2 de julio de 2013.

El concepto de agrupación del oriente de Asia tiene antecedentes significativos que se remontaron primeramente a una idea promovida en 1991 por el entonces primer ministro de Malasia, Mahathir Mohamad .
El informe final en 2002 del Grupo de Oriente Asiático, establecido por la Asociación de Naciones del Sudeste Asiático más otros tres países, se basaron en una cumbre de Asia Oriental sin implicar a Australia, Nueva Zelanda y la India. La EAS como propuesta se concebía para ser una Asociación de Naciones del Sudeste Asiático y quedar vinculada directamente con las reuniones en la cumbre de la ASEAN.
Por este motivo se llegó a la decisión de celebrar la EAS durante la ASEAN en 2004 con unos primeros dieciséis miembros que determinarían en la Reunión Ministerial de la ASEAN celebrada en Laos a finales de julio de 2005 los siguientes pasos a seguir.

### Cumbre de Brunéi de 2013

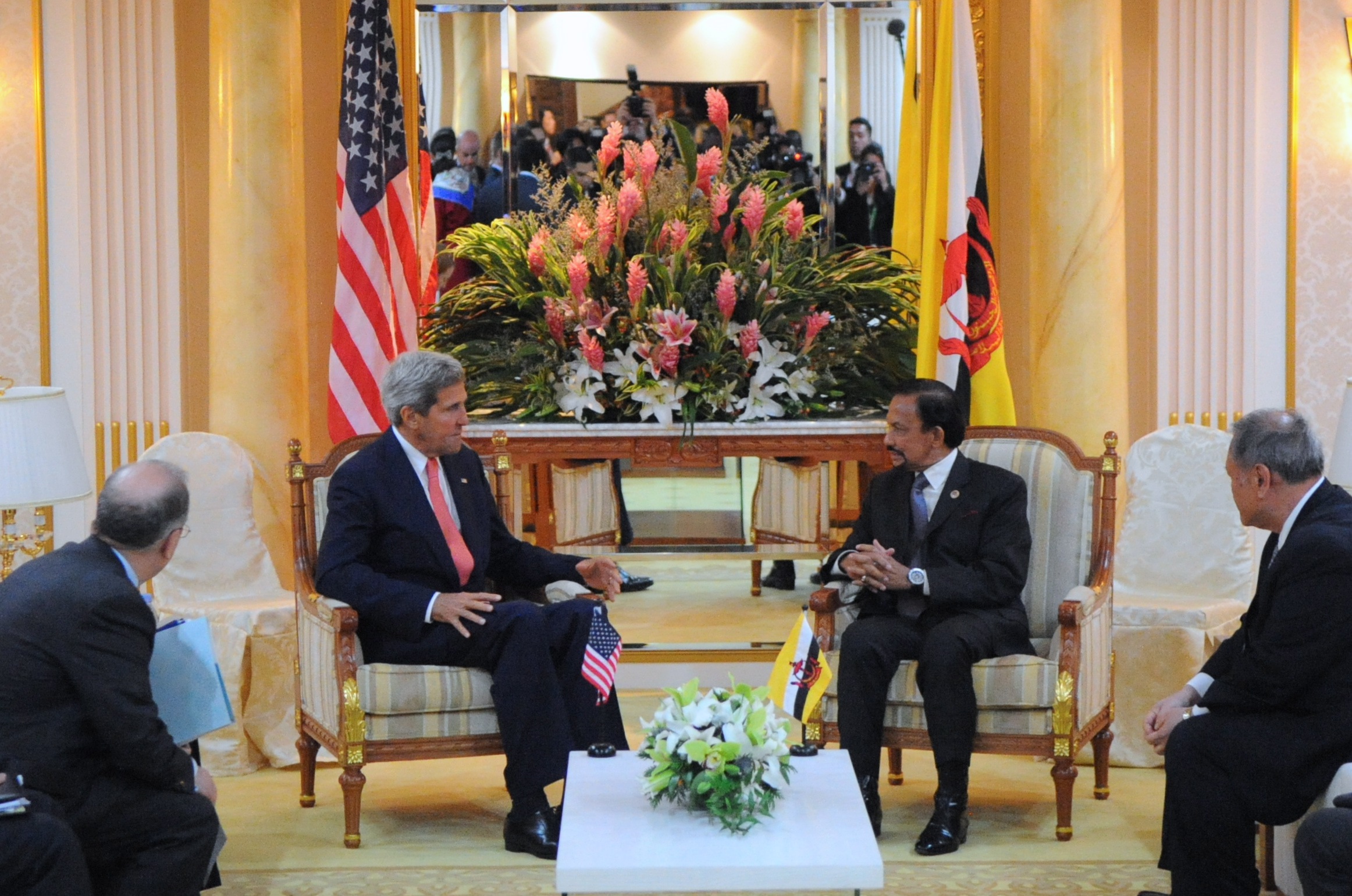
El secretario de Estados Unidos, John Kerry con el Sultán Haji Hassanai Bolkiahen de Brunéi en la Cumbre de Asia Oriental, el 10 de octubre de 2013.

La Cumbre de Asia Oriental se inició en el Sultanato de Brunéi. Consistió en una reunión, -en el que faltó el presidente de Estados Unidos, Barack Obama y sustituido por el Secretario de Estados Unidos, John Kerry- por los problemas internos de aprobación del balance y aumento del límite débito. El objetivo principal es la conservación de la paz y de la estabilidad, siguiendo las premisas establecidas por el Derecho Internacional. Sin embargo, en la práctica siguen las distancias sobre las actuaciones a realizar para llegar a un entendimiento y penalizar la ejecución de la Declaración de Conducta entre las partes de la región.
Las discusiones en el mar chino meridional fueron ya objeto de controversia en el vigesimotercer encuentro anual de la Asociación de Naciones del Sudeste Asiático antes de la octava cumbre. Estados Unidos sigue realizando propuestas de entendimientos conjuntos a todos los territorios que quieran con el fin de finalizar las enemistades. Por el contrario, China se expresó en contra de las injerencias de otros países que no forman parte directa de las discusiones y sostiene la línea de reuniones bilaterales con cada región por sí sola, para la valencia de las propias sociedades en las reuniones.
Por su parte, el secretario de estado de Estados Unidos, John Kerry, afirmó que existe un gran interés por parte de Washington la zona asiática del Pacífico, donde hay movimiento de un gran porcentaje de los mercados marítimos internacionales.

Pido la finalización del Código de Conducta" que sea "vinculante para todos".
John Kerry

Por otra parte, Beijing busca limpiar asperezas sobre las voluntades de Estados Unidos, con un compromiso real de mejorar las relaciones bilaterales con las diferentes regiones que componen la zona del Sudeste Asiático. El primer ministro Li Keqiang ha ofrecido un refuerzo de las inversiones y, a su vez, rechazando cualquier intento de internacionalizar las confrontaciones.
El país de la India reclama, por su parte, estabilidad, con la inclusión del derecho de tránsito y ningún vínculo al comercio en el mar Chino meridional, tal y la comparecencia del primer ministro Manmohan Singh, siendo básico tomar las propias voluntades territoriales en grupo.
China es el país que quiere mayor reivindicación respecto a las trifulcas en aguas del Chino Meridional. Las islas Spratly y Paracel, actualmente sin habitantes disponen de grandes recursos y materias primas. La hegemonía en los territorios disponen de puntos estratégicos para el comercio y la explotación del petróleo y gas natural en su fondo marino. Para contrarrestar las visiones de expansión se encuentran Vietnam, Filipinas, Malasia, el sultanato de Brunéi y Taiwán, con Estados Unidos contrarrestando el imperialismo de Beijing en un área estratégica, por donde navegan dos tercios del comercio marítimo mundial.